# Палестин (Арканзас)
Палестин (енгл. Palestine) град је у америчкој савезној држави Арканзас.

## Демографија
По попису из 2010. године број становника је 681, што је 60 (-8,1%) становника мање него 2000. године.
| Група             | 2000.       | 2010.       |
| Белци             | 637 (86,0%) | 534 (78,4%) |
| Афроамериканци    | 98 (13,2%)  | 129 (18,9%) |
| Азијати           | 0 (0,0%)    | 1 (0,1%)    |
| Хиспаноамериканци | 2 (0,3%)    | 3 (0,4%)    |
| Укупно            | 741         | 681         |